# Kröpelin
Kröpelin ist eine amtsfreie Kleinstadt und ein Grundzentrum im Landkreis Rostock in Mecklenburg-Vorpommern (Deutschland).

## Geographie

### Geographische Lage
Die Stadt liegt zwischen den Hansestädten Wismar und Rostock und mit bis zu 80 m ü. NHN für die Nähe zur ca. 12 km entfernten Ostsee ungewöhnlich hoch. Grund dafür ist der sich zwischen Kühlungsborn an der Küste und Kröpelin erstreckende waldreiche Höhenzug der Kühlung, der im Diedrichshagener Berg eine Höhe von 129,7 m ü. NHN erreicht.

### Stadtgliederung
Zu Kröpelin gehören folgende Ortsteile:
|                                                                                |                                                            |                                                                                 |
| - Altenhagen - Boldenshagen - Brusow - Detershagen - Diedrichshagen - Einhusen | - Groß Siemen - Hanshagen - Horst - Hundehagen - Jennewitz | - Klein Nienhagen - Klein Siemen - Parchow Ausbau - Schmadebeck - Wichmannsdorf |

### Nachbargemeinden
Umgeben wird Kröpelin von den Nachbargemeinden Kühlungsborn und Wittenbeck im Norden, Steffenshagen und Reddelich im Nordosten, Retschow im Osten, Satow im Süden, Carinerland im Südwesten, Biendorf im Westen sowie Bastorf im Nordwesten.

## Geschichte

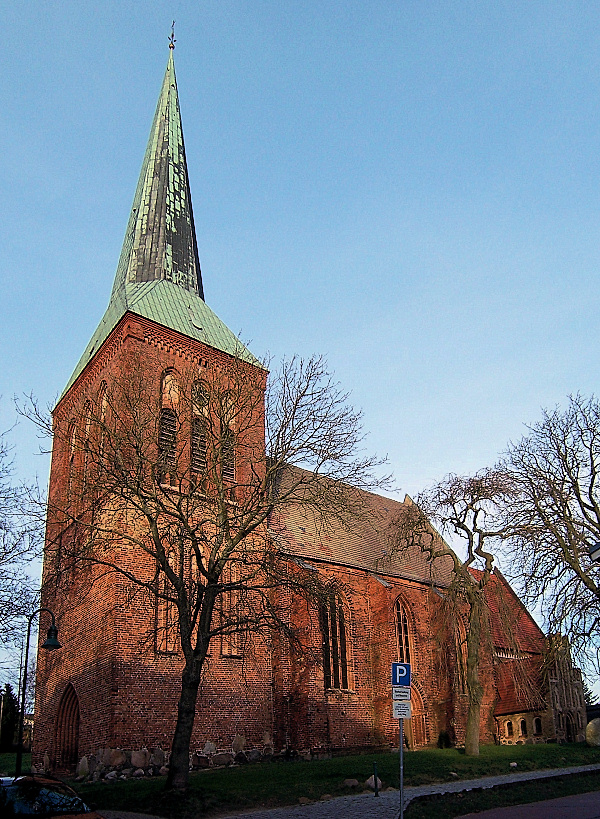
Stadtkirche

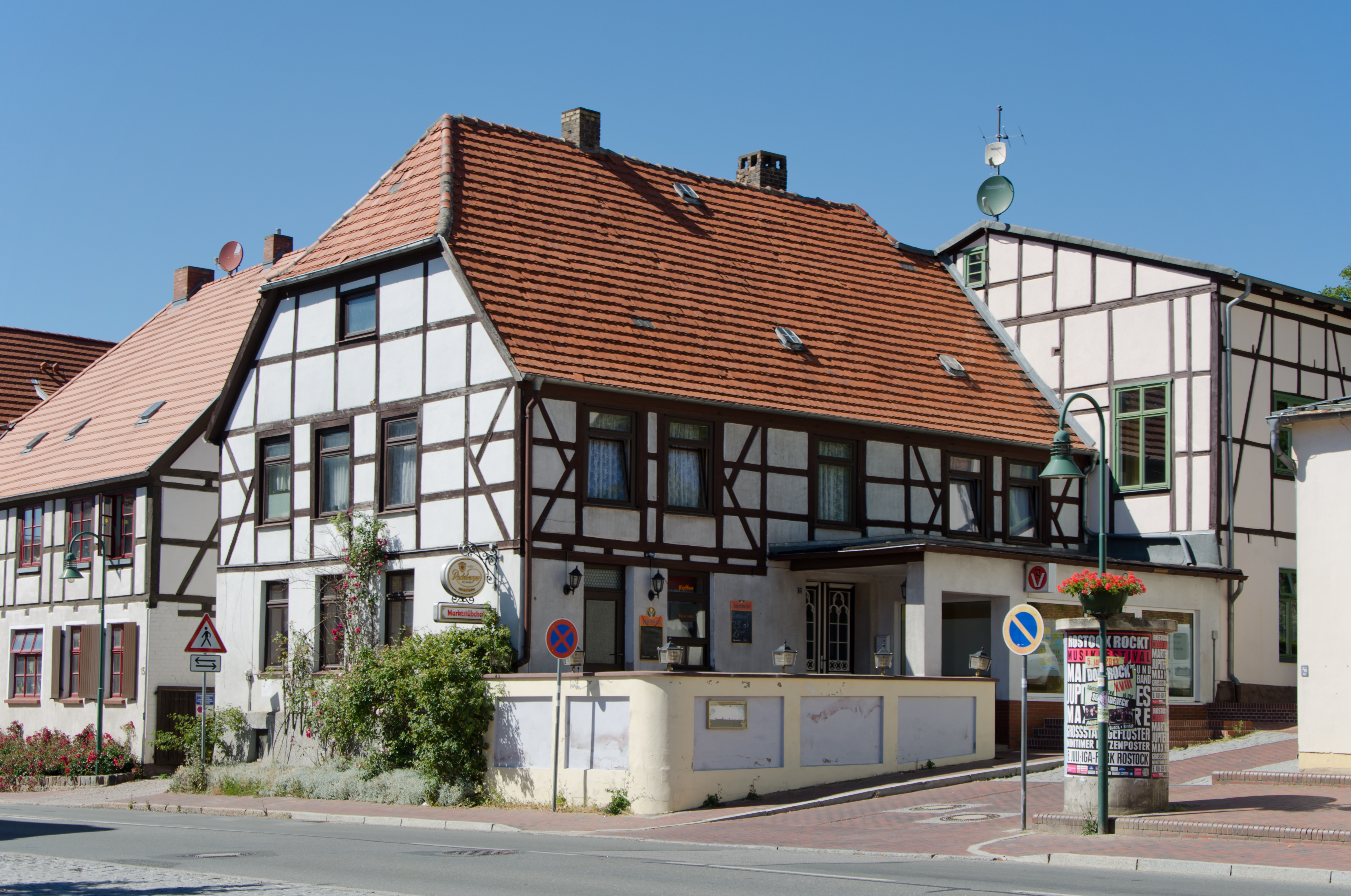
Fachwerkhaus am Markt

### Name und Wappen
Der Ortsname ist slawischen Ursprungs („crepelita“ – Wachtelfeld oder „crepelice“ – Wachtelort). Die Namensherleitung über den Begriff Krüppel ist Volksetymologie. Das Wappen ist ein redendes Wappen, dem nicht die Sprachwurzel zugrunde liegt, sondern die bildhafte Umsetzung des Stadtnamens.

### Mittelalter
Die erste urkundliche Erwähnung erfolgte 1177 als Crapelin. Das Kirchdorf wurde als Doberaner Klosterbesitz 1186 ausgewiesen. Aus einem deutschen Dorf bei der alten slawischen Siedlung entstand eine in Ost-West-Richtung ausgerichtete regelmäßige Stadtanlage. In einer Schenkungsurkunde des Fürsten Heinrich Borwin III. wurde Kröpelin erstmals am 25. August 1250 als Stadt (oppidum) bezeichnet. Die Verleihung des lübischen Stadtrechts wird für das Jahr davor, also 1249, angenommen. Daher entschied man sich, die runden Stadtjubiläen jeweils ein Jahr zuvor zu feiern, so 1999 die 750-Jahr-Feier.
Kröpelin wurde eine Landstadt in Mecklenburg und war bis 1918 als Teil der Städte des Mecklenburgischen Kreises auf Landtagen vertreten. Die Stadtkirche stammt mit dem Chor aus dem 13., dem Langhaus aus dem 14. und dem Turm aus dem 15. Jahrhundert. Das Turm-Obergeschoss und der Turmhelm wurden 1883 errichtet.

### Seit dem 19. Jahrhundert
Zu Beginn des 19. Jahrhunderts siedelten sich Juden in Kröpelin an, die sich 1821 in den Kahlwiesen einen eigenen Friedhof anlegten. Beim Novemberpogrom 1938 wurde dieser von den Nazis geschändet und verfiel danach, bis seine Reste später als Gedenkort mit einem Gedenkstein versehen wurden, der an die jüdischen Opfer des Faschismus in der Shoa erinnert.
Von 1952 bis 2011 gehörte Kröpelin zum Kreis Bad Doberan (bis 1990 im DDR-Bezirk Rostock, 1990–2011 im Land Mecklenburg-Vorpommern). Seit 2011 liegt die Stadt im Landkreis Rostock.
Innenstadt und Rathaus wurden im Rahmen der Städtebauförderung seit 1991 gründlich saniert.
Bis zum 13. Juni 2004 war die Stadt Mitglied und Sitz des Amtes Kröpelin.

### Eingemeindungen
Am 1. Juli 1950 wurden die bis dahin eigenständigen Gemeinden Brusow und Detershagen eingegliedert. Altenhagen, Jennewitz und Schmadebeck kamen am 13. Juni 2004 hinzu.

## Bevölkerung
| Jahr | Einwohner |
| ---- | --------- |
| 1990 | 4431      |
| 1995 | 4331      |
| 2000 | 4211      |
| 2005 | 5029      |
| 2010 | 4745      |
| 2015 | 4787      |

| Jahr | Einwohner |
| ---- | --------- |
| 2020 | 4789      |
| 2021 | 4811      |
| 2022 | 4829      |
| 2023 | 4816      |

 Stand: 31. Dezember des jeweiligen Jahres
Der starke Anstieg der Einwohnerzahl 2005 ist auf die Eingemeindung von drei Orten im Jahr 2004 zurückzuführen.

## Politik

### Stadtvertretung

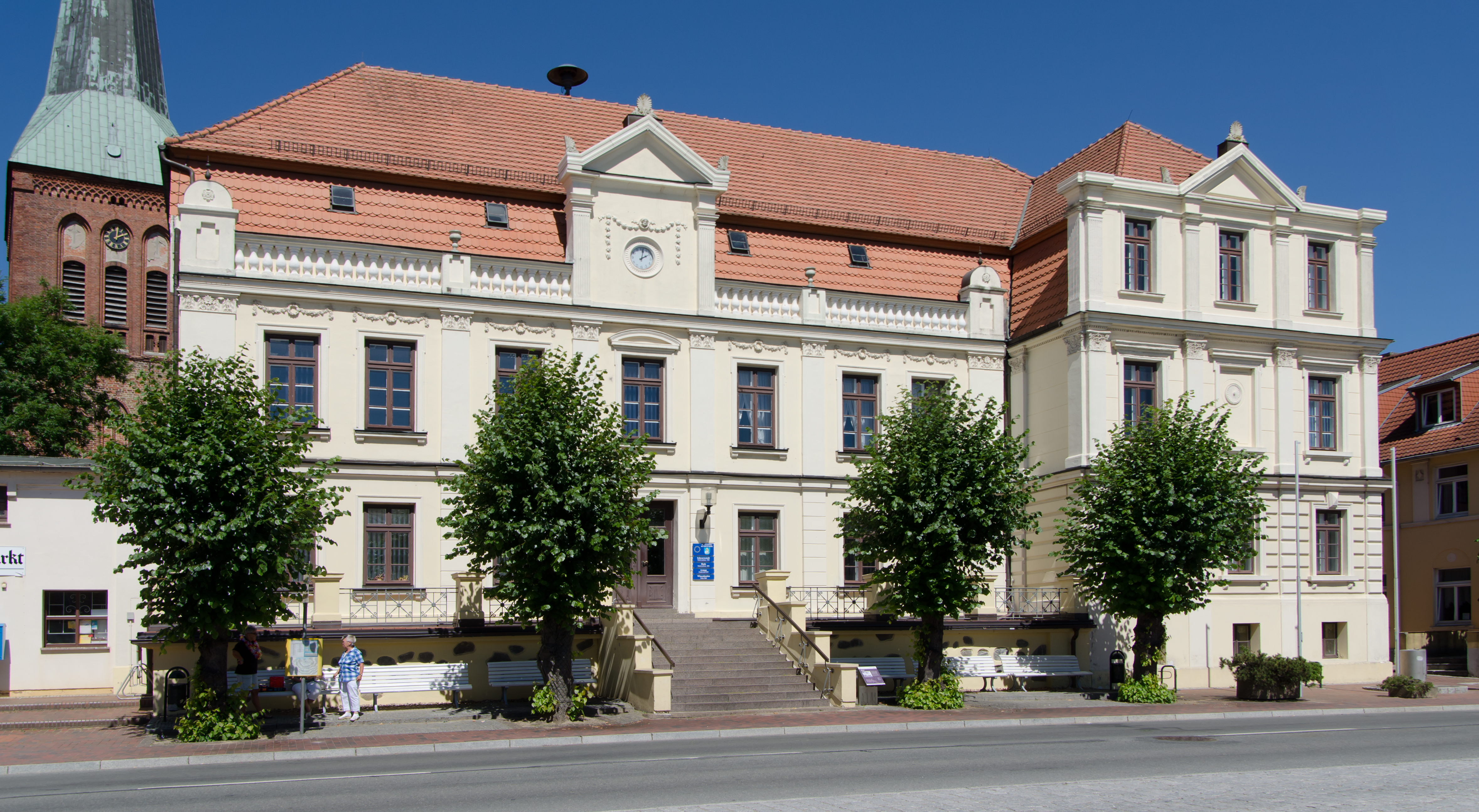
Rathaus

Die Stadtvertretung von Kröpelin besteht aus 17 Mitgliedern. Die Kommunalwahl am 9. Juni 2024 führte bei einer Wahlbeteiligung von 62,0 % zu folgendem Ergebnis:
| Partei / Wählergruppe                   | Stimmenanteil 2019 | Sitze 2019 |  | Stimmenanteil 2024 | Sitze 2024 |
| --------------------------------------- | ------------------ | ---------- |  | ------------------ | ---------- |
| Freie Wählergemeinschaft Kröpelin (FWG) | 28,0 %             | 5          |  | 40,0 %             | 7          |
| CDU                                     | 38,4 %             | 6          |  | 34,8 %             | 6          |
| SPD                                     | 15,1 %             | 3          |  | 09,8 %             | 2          |
| Einzelbewerber Roman Briesemeister      | –                  | –          |  | 05,3 %             | 1          |
| Die Linke                               | 12,2 %             | 2          |  | 05,1 %             | 1          |
| Bündnis 90/Die Grünen                   | 06,3 %             | 1          |  | 02,5 %             | –          |
| Einzelbewerberin Susanne Pfennig        | –                  | –          |  | 01,5 %             | –          |
| Einzelbewerber Paul Kutzbach            | –                  | –          |  | 01,1 %             | –          |
| Insgesamt                               | 100 %              | 17         |  | 100 %              | 17         |

### Bürgermeister
| - 1785–1827: Daniel Konrad Heinrich Ciese - 1827–1833: Konrad August Ackermann - 1833–1850: Andreas Burchard Röper - 1850–1852: Julius Störzel - 1852–1855: Johann August Friedrich Otto Schultz - 1855–1872: Ludwig Karrig - 1872–1878: Ludwig August Theodor Busch - 1879: Adolf Weltzin - 1879–1900: Rudolf Karl August Louis Schmidt (kommissarisch) - 1899–1900: Lange - 1900–1935: Friedrich Pfenningsdorf - 1935–1945: Hans Kähler - 1945: Alex Michaels | - 1945: Karl Hillgraf - 1945–1946: Hans Bülow - 1946–1948: Hans Nünke - 1948–1949: Erich Raabe - 1949–1952: Martin Ziggel - 1952–1954: Horst Didzus - 1954–1957: Siedler - 1957–1974: Hans Kickbusch - 1974–1990: Franz Zielinski - 1990–1999: Karl-Heinz Schwarck (SPD) - 1999–2008: Paul Schlutow - 2008–2014: Hubertus Wunschik (Grüne) - seit 2017: Thomas Gutteck (parteilos) |

Gutteck wurde in der Bürgermeisterwahl am 26. Februar 2017 ohne Gegenkandidat mit 90,6 % der gültigen Stimmen gewählt. Am 9. Juni 2024 wurde er mit 81,9 % der gültigen Stimmen (wieder ohne Gegenkandidat) für weitere sieben Jahre in seinem Amt bestätigt.

### Wappen
Das Wappen wurde am 10. April 1858 von Friedrich Franz II., Großherzog von Mecklenburg-Schwerin festgelegt und unter der Nr. 66 der Wappenrolle von Mecklenburg-Vorpommern registriert. Am 24. März 1997 beschloss die Stadtvertretung, das heutige Wappen einzuführen, das am 8. Juni 1999 durch das Innenministerium genehmigt wurde.
| Wappen von Kröpelin | Blasonierung: „In Blau einen nach links kriechenden Krüppel mit silbernen Gewand, natürlicher Fleischfarbe (Ausnahmefarbe), mit goldenem Kegelhut, silbernem Haar und goldenen Klötzen an den Unterschenkeln und in den Händen; über dem Krüppel ein links gelehnter goldener Schild mit einem hersehenden schwarzen Stierkopf mit silbernen Hörnern und einer goldenen Fürstenkrone, von der fünf Zinken sichtbar sind.“ |
| Wappen von Kröpelin | Wappenbegründung: Der kriechende Behinderte ist mit dem Stierkopf bereits 1306 im Siegel von Kröpelin vertreten. Der schwarze Stierkopf im Wappen stellt die Zugehörigkeit zum Lande Mecklenburg durch den Verweis auf die Rostocker Nebenlinie des mecklenburgischen Fürstenhauses dar. |

Das Wappen wurde von dem Weimarer Michael Zapfe neu gezeichnet und in Details farblich geändert.

### Flagge

Flagge der Stadt Kröpelin

Die Flagge der Stadt Kröpelin ist quer zur Längsachse des Flaggentuchs gestreift von Blau, Weiß und Blau. Die blauen Streifen nehmen je ein Fünftel, der weiße Streifen nimmt drei Fünftel der Länge des Flaggentuchs ein. In der Mitte des weißen Streifens – fünf Neuntel der Länge desselben einnehmend – liegt das Stadtwappen. Die Länge des Flaggenstücks verhält sich zur Höhe wie 5 zu 3.

### Städtepartnerschaften
Seit 1990 besteht eine Partnerschaft mit den niedersächsischen Gemeinden Hude und Schwarmstedt sowie mit der französischen Stadt Arnage, einem südlichen Vorort von Le Mans im Département Sarthe. 2003 wurde eine Städtepartnerschaft mit der polnischen Stadt Włoszakowice im Powiat Leszczyński geschlossen.

## Sehenswürdigkeiten und Kultur

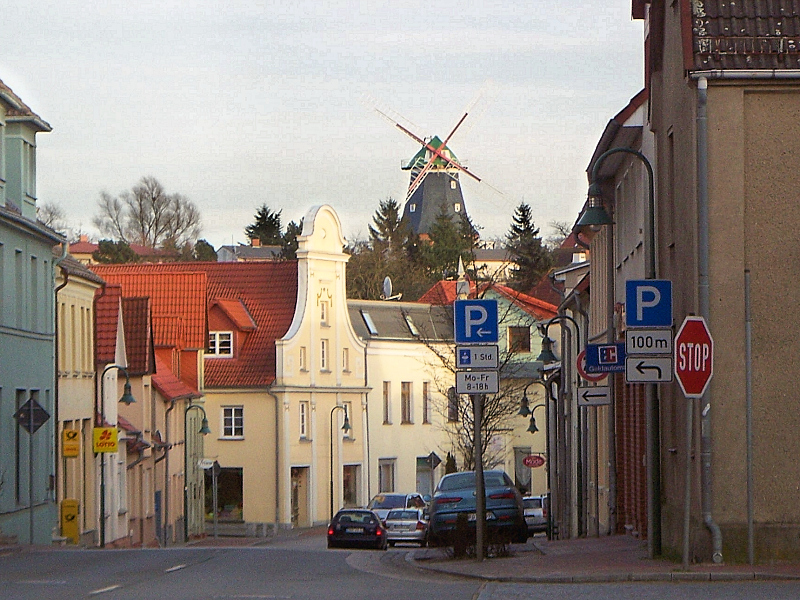
Blick vom Markt auf die Mühle

### Bauwerke
- Stadtkirche Kröpelin, gotische Backsteinkirche mit zweijochigem Chor aus dem 13. Jahrhundert und einschiffigem dreijochigen Langhaus aus dem 14. Jahrhundert. Der Turm aus dem 15. Jahrhundert erhielt 1883 ein neues Obergeschoss und einen Turmhelm. Das Bronze-Taufbecken wird auf das Jahr 1508 datiert, die barocke Kanzel auf 1786, die neugotische Altarwand auf 1857 und die Orgel auf 1845.
- „Versenkbare“ Windmühle von 1904 in Kröpelin. Wenn man mit dem Auto vom Markt in Kröpelin in Richtung Bad Doberan fährt, entsteht der Eindruck, die Galerieholländer-Windmühle verschwinde in den Boden und tauche dann wegen des Wechsels von Hügel und Senke wieder auf.
- Erdholländermühle von 1876 (nördlich davon) ohne Flügel und Windrose, als Wohnung genutzt
- Herrenhaus Wichmannsdorf, bis 2007 saniert (Architekt: Paul Korff).

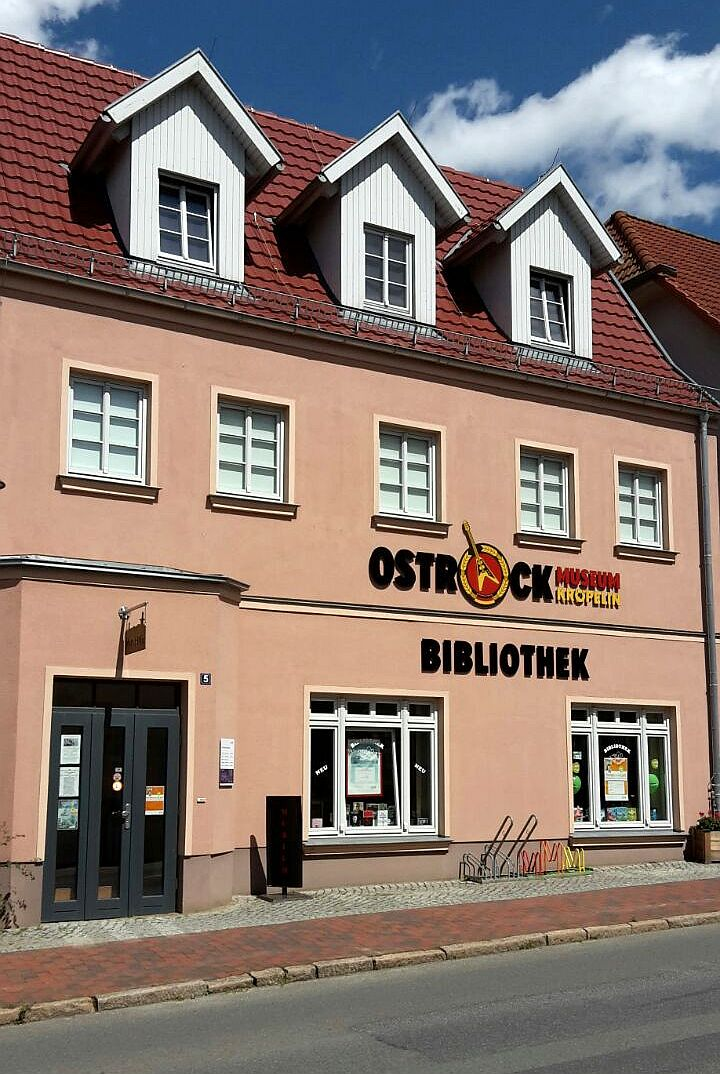
Gebäude Hauptstraße 5 mit Stadtbibliothek, Stadtmuseum und Ostrockmuseum

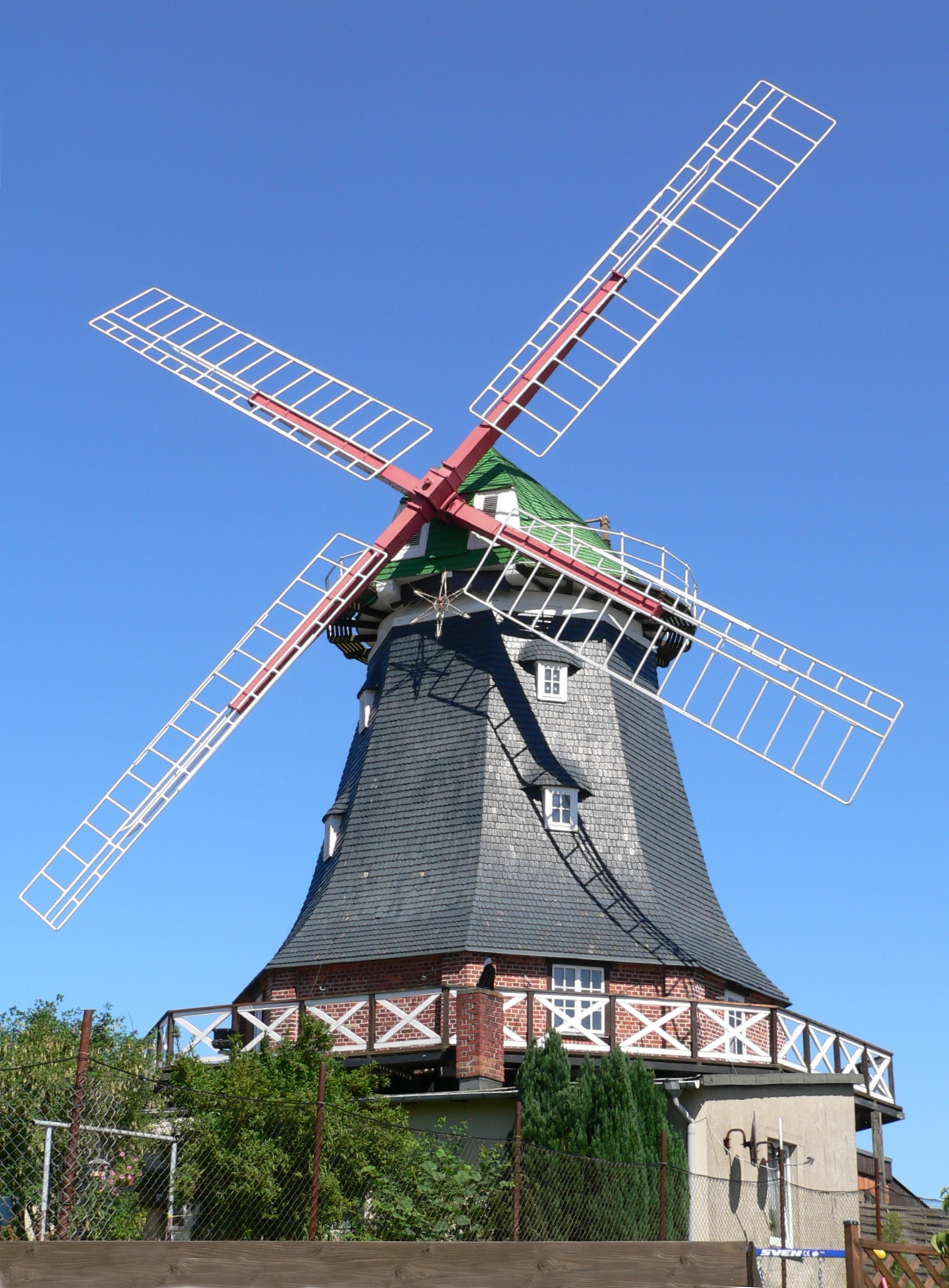
Galerie-Holländerwindmühle

### Kultur
- Stadtbibliothek, Stadtmuseum, im Juli 2015 eröffnetes Ostrockmuseum, Hauptstraße 5
- Dorfrock in Schmadebeck (seit 1996 jährlich), bei dem vor allem bekannte Ostrock-Bands auftreten

## Wirtschaft und Infrastruktur

### Wirtschaft
Im am westlichen Ortseingang der Stadt Kröpelin gelegenen Gewerbegebiet sind mehrere Betriebe der Bereiche Dienstleistungen (Tourismus) und Produktion (metallverarbeitendes Gewerbe) tätig. Für Menschen mit Behinderungen wurden ca. 170 Arbeitsplätze in den Kröpeliner Werkstätten geschaffen. Weiterhin spielt die Landwirtschaft traditionell eine gewichtige Rolle. So existiert unter anderem eine Milchviehanlage in Ortsrandlage. Die Betriebe in Kröpelin sind ausschließlich mittelständische und Einzelunternehmen.
Sendeanlage
Nördlich des Ortsteils Diedrichshagen bei 54°6'23" nördlicher Breite und 11°45'58" östlicher Länge befindet sich eine Sendeanlage der Deutschen Telekom AG. Als Antennenträger kommt ein 97 Meter hoher, abgespannter Stahlfachwerkmast zum Einsatz. Es werden die folgenden Programme abgestrahlt:
| Sendername | Frequenz  | ERP    |
| ---------- | --------- | ------ |
| NDR 1 MV   | 094,3 MHz | 0,2 kW |
| N-Joy      | 103,7 MHz | ,05 kW |

### Verkehr
Kröpelin liegt an der Bundesstraße 105 (Rostock–Wismar), an den Landesstraßen L 11 (Kühlungsborn–Kröpelin–Bützow) und L 122 nach Rerik. 15 Kilometer südlich der Stadt befindet sich die gleichnamige Anschlussstelle Kröpelin an der Ostseeautobahn A 20.
Der Ort verfügt über einen Haltepunkt an der Bahnstrecke Wismar–Rostock. Er wird von der Regionalbahnlinie RB 11 (Wismar–Rostock–Tessin) bedient.

## Persönlichkeiten

### Söhne und Töchter der Stadt
- Johann Heinrich Reinecke (1755–1839), Jurist
- Conrad August Ackermann (1791–1861), 1827 bis 1833 Bürgermeister; Jurist, Schriftsteller und Freimaurer
- Johann Gottfried Tiedemann (1803–1850), Buchdrucker
- Christoph Hävernick (1810–1845), Theologe
- Johann Gustav Gildemeister (1812–1890), Orientalist, geboren in Klein-Siemen
- Carl August Ackermann (1829–1913), Polizeirat und Herausgeber
- Carl Malchin (1838–1923), Maler
- Heinrich Klenz (1860–1925), Literaturwissenschaftler
- Helmuth Borck (1863–1933), Mediziner
- Wilhelm Lesenberg (1885–1914), Kunsthistoriker
- Wilhelm Selke (1893–1945), Gewerkschafter
- Manfred Oeming (* 1955), Theologe

### Mit Kröpelin verbundene Persönlichkeiten
- Walter Schmidt (1858–1925), Jurist, Gerichtsassessor in Kröpelin
- Friedrich Pfenningsdorf (1870–1945), Bürgermeister von Kröpelin
- Irmfried Liebscher (1901–1973), deutscher Keramiker, lebte ab 1946 in Kröpelin
- Christofer Hameister (* 1994), Rundfunk- und Fernsehmoderator